# Chacun pour toi
Pour plus de détails, voir Fiche technique et Distribution.
Chacun pour toi est un film franco-autrichien réalisé par Jean-Michel Ribes, présenté en 1993.

## Synopsis
Georges Flavier, coiffeur parisien autrefois renommé, vit seul depuis la mort de son fils et le départ de sa femme. Une nuit, il sauve un inconnu de la noyade dans le Canal Saint-Martin. Ce dernier, Gus, a tenté de se suicider après avoir été plaqué par sa petite amie. Georges lui propose de l'héberger et entreprend de lui redonner le goût de vivre. Découvrant que son sauveur fut autrefois un virtuose de la coiffure, Gus l'encourage à retrouver sa splendeur passée.

## Fiche technique
- Réalisateur : Jean-Michel Ribes
- Scénario et dialogues : Philippe Madral et Jean-Michel Ribes
- Musique : Philippe Chatel
- Direction artistique : Richard Cunin
- Durée : 102 minutes
- Genre : Comédie
- Format : Couleur - son Dolby SR
- Pays de production :  France et  Autriche
- Dates de sortie : 
  - Allemagne : 28 octobre 1993
  - France : 12 janvier 1994

## Distribution
- Jean Yanne : Georges Flavier, "L'imperator"
- Albert Dupontel : Gustave, dit "Gus"
- Roland Blanche : Roland, le boucher
- Catherine Arditi : Louisa, la femme de Roland
- Michèle Laroque : Fernande, la maîtresse de Roland
- Heinz Schubert : Botha, "Le Kaiser"
- Pamela Knaack : Mimi Speers
- Marc Andreoni : Manitti
- Laurent Gamelon : René, patron du bar restaurant
- Franck de la Personne : Lucien, coiffeur (crédité au générique sous le nom de Frank Lapersonne)
- Jean Rougerie : Igor